# Colite pseudomembranosa
La colite o enterocolite pseudomembranosa (in sigla CPM) è una condizione infiammatoria del colon caratterizzata da placche bianco-gialle in rilievo che si uniscono per formare pseudomembrane sulla mucosa. I pazienti con questa condizione presentano comunemente dolore addominale, diarrea, febbre e leucocitosi.
Descritta per la prima volta nel 1893, è spesso causata dalle tossine prodotte dal Clostridioides difficile, chiamato in passato Clostridium difficile, uno dei batteri che fa normalmente parte del microbiota umano. Alcuni ceppi del batterio producono varie tossine, di cui le principali sono la tossina A e la B, che inducono l'apoptosi delle cellule dell'ospite inducendo la produzione di citochine. Generalmente vengono colpiti soggetti sottoposti a una terapia antibiotica ad ampio spettro, in quanto avviene un'alterazione (disbiosi) del normale microbiota umano che risulta favorevole a infezioni antibiotico resistenti. Per questo viene spesso chiamata anche colite associata ad antibiotici, complicanza della diarrea associata agli antibiotici.
La sua associazione con i trattamenti antibiotici è stata individuata molti anni prima che fosse scoperta la patogenicità del Clostridioides difficile. Raramente questa condizione può insorgere come complicanza di una patologia cronica debilitante o dopo un intervento chirurgico. Prima dell'uso di antibiotici ad ampio spettro, la CPM era più frequentemente correlata a malattia ischemica, ostruzione, sepsi, uremia e avvelenamento da metalli pesanti. L'elenco delle eziologie associate è vasto, sebbene l'infezione da Clostridioides difficile sia comunque la causa più comune.
Altre cause della colite pseudomembranosa, meno comuni dell'infezione da Clostridioides difficile, possono essere: la malattia di Behçet, la colite collagenosa, la malattia infiammatoria intestinale, la colite ischemica, altri organismi infettivi (ad esempio batteri, parassiti, virus) e alcuni farmaci e tossine. Individuare l'eziologia sottostante corretta consentirebbe di indirizzare meglio la cura del paziente e la gestione della malattia. Colpisce elettivamente il colon sinistro, discendente e retto nel 77-80% dei casi. Mentre il colon trasverso, il colon destro, discendente e cieco, sono interessati nel 5-19% dei casi.

## Morfologia
All'esame endoscopico, la CPM è caratterizzata da noduli o placche giallo-bianche di detriti necrotici, muco e materiale fibropurulento in rilievo che formano pseudomembrane sulle superfici mucose del colon. Sono costituite da una zona superficiale, facilmente allontanabile, formata da fibrina e da globuli bianchi, e da zone più profonde in cui prevale la necrosi. Il loro distacco può provocare sanguinamento perché la pseudomembrana è costituita non solo dalla fibrina, ma anche da lembi necrotici della mucosa che contiene vasi.
La patologia è detta pseudomembranosa in quanto non sono vere e proprie membrane per l'assenza di uno strato epiteliale che le riveste. Il danno endoteliale causato dall'evento iniziale o dal processo patologico causa piccole aree di necrosi nell'epitelio superficiale. L'eruzione di neutrofili, detriti nucleari e altri elementi infiammatori dalla lamina propria all'epitelio porta quindi alla formazione di pseudomembrane. Le pseudomembrane possono avere un diametro fino a due centimetri, sparse tra aree di mucosa normale o eritematosa; tuttavia, nelle malattie gravi si possono osservare pseudomembrane confluenti che coprono l'intera mucosa. La mucosa appare iperemica e disepitelizzata, nella lamina propria è presente edema, un intenso infiltrato di granulociti neutrofili e a volte capillari trombizzati. Le cripte del colon sono danneggiate in superficie e dilatate in profondità per la formazione di un essudato mucopurulento, che deborda creando protrusioni "a fungo" e dalla cui coalescenza hanno origine le pseudomembrane. Nelle rare volte in cui viene coinvolto il tenue, i villi intestinali possono apparire tozzi.

## Eziopatogenesi
Non tutte la coliti pseudomembranose sono causate dal Clostridioides difficile anche se spesso in letteratura colite pseudomembranosa e colite da Clostridioides difficile sono sinonimi.
| Possibili cause     | Possibili cause    | Possibili cause |
| ------------------- | ------------------ | --- |
| eziologie infettive | Batteri            | Clostridioides difficile, Clostridium ramosum, Clostridium perfringens, Escherichia coli O157:H7, Klebsiella oxytoca, Plesiomonas shigelloides, Salmonella enterica, Shigella sp, Staphylococcus aureus, Yersinia enterocolitica |
| eziologie infettive | Parassiti          | Entamoeba histolytica, Schistosoma mansoni, Strongyloides stercoralis |
| eziologie infettive | Virus              | Citomegalovirus |
| Altre coliti        | Altre coliti       | Malattia di Behçet, Colite collagenosica, Malattia infiammatoria intestinale, Colite ischemica |
| Farmaci / sostanze  | Farmaci / sostanze | Alosetron, Cisplatino, Cocaina, Ciclosporina A, Dextroamphetamine, Docetaxel, 5-fluorouracile, Oro, Glutaraldeide, Diclofenac, Paraquat, Citrullus colocynthis                                                                   |

## Clinica

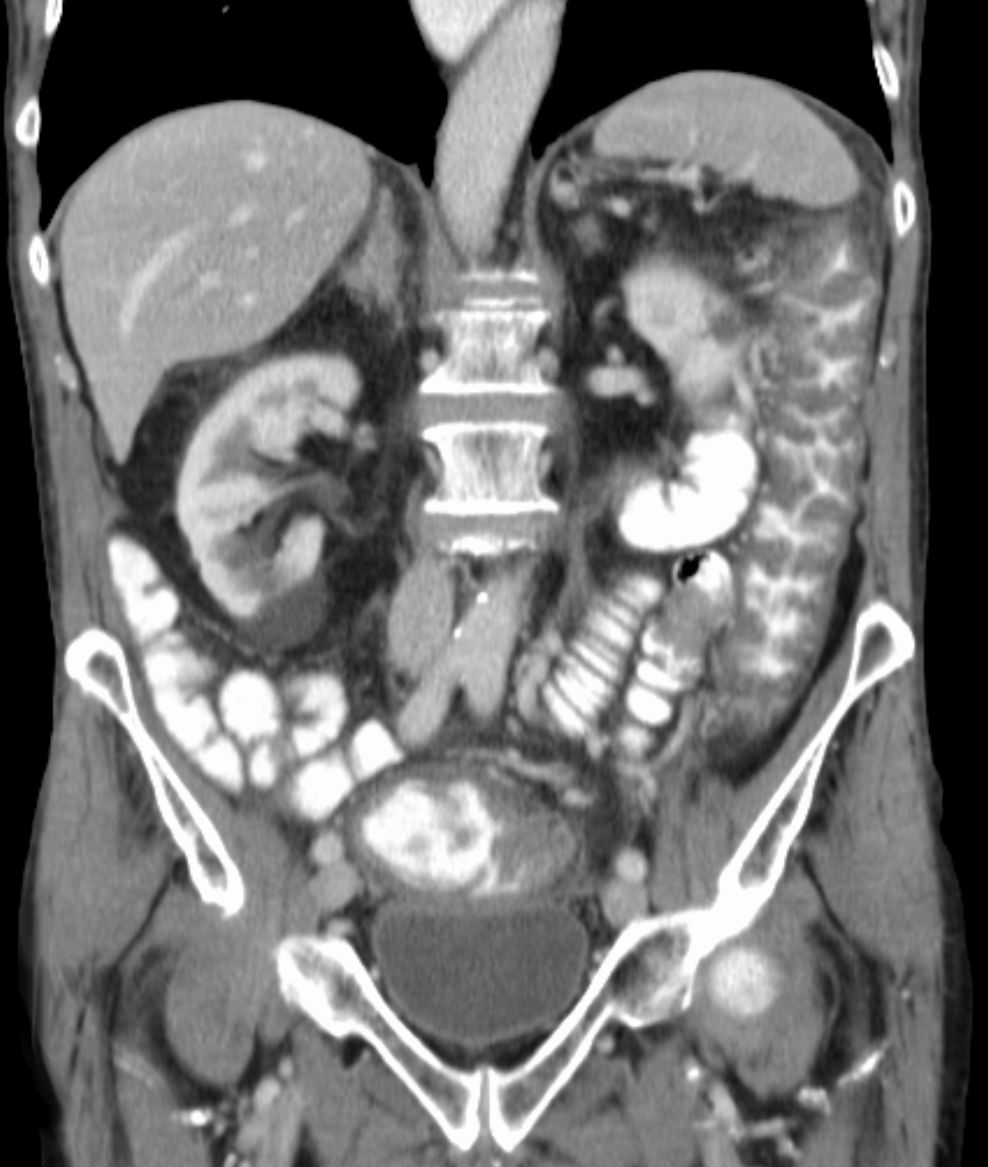
Colite pseudomembranosa vista in tomografia computerizzata

Il quadro clinico di una colite pseudomembranosa può essere estremamente eterogeneo nelle modalità di insorgenza e di presentazione variando in funzione delle diverse cause e, nel caso della causa più comune, l'infezione da Clostridioides difficile, in funzione delle alterazioni della flora batterica intestinale e della risposta immunitaria del paziente. La colite pseudomembranosa colpisce soprattutto gli adulti, caratterizzata da diarrea acuta o cronica, spesso con la presenza di tracce ematiche, dolori e/o crampi all'addome, febbre, muco o pus nelle feci, nausea, disidratazione.
A volte si può osservare anche in individui giovani come infezione spontanea e senza fattori predisponenti.
I pazienti molto anziani o che presentano immunodepressioni severe da patologie immuno-ematologiche e da trapianti possono incorrere nella forma fulminante della colite pseudomembranosa che può mostrare oltre ai precedenti sintomi ipotensione, iperazotemia, febbre alta, una leucocitosi elevata anche con un numero di globuli bianchi superiore a 40 000/mm3.
L'evoluzione sintomatologica è strettamente connessa con il ritardo diagnostico tipico di questa affezione. La mortalità è spesso correlata al mancato inquadramento nosologico di una diarrea o di una leucocitosi persistente, al mancato riconoscimento della malattia, e alla sua progressione verso la forma fulminante con megacolon, perforazione e morte.
Il trattamento a base di metronidazolo e vancomicina in genere è risolutivo, anche se si osservano recidive in un 25% dei casi. Le complicanze possibili sono costituite da una perdita massiva di liquidi o distruzione della mucosa intestinale colpite, che possono portare a disidratazione, sepsi e perforazione intestinale. In questi casi sono necessari tempestivi provvedimenti, in quanto possono essere mortali soprattutto in soggetti debilitati o molto giovani.
Se i risultati dei test per il Clostridioides difficile sono negativi (5-10% dei casi) e i sintomi persistono nonostante l'aumento del trattamento empirico, la consultazione precoce della gastroenterologia e l'endoscopia inferiore con biopsia sarebbero il passo successivo nel contesto clinico appropriato. Se la colite pseudomembranosa è confermata endoscopicamente, è necessario eseguire biopsie del colon, poiché l'istologia può offrire indizi utili per la diagnosi sottostante.

## Diagnosi
Non esiste un unico esame di laboratorio in grado di stabilire con certezza assoluta la diagnosi di colite pseudomembranosa. In rapporto alle tipiche manifestazioni cliniche, un'accurata anamnesi è sovente suggestiva di colite pseudomembranosa da C. difficile; precedenti degenze ospedaliere e manovre chirurgiche associate a terapia antibiotica ad ampio spettro (soprattutto ampicillina ma anche clindamicina) in un soggetto con febbre, diarrea muco-sanguinolenta e dolori addominali, sono elementi sufficienti per richiedere la ricerca delle tossine batteriche nelle feci del paziente. Una diagnosi certa può essere raggiunta solo associando all'accurata valutazione del quadro clinico, i dati di laboratorio e i reperti istologici.
La diagnosi di colite da Clostridioides difficile si ottiene dall'identificazione nelle feci delle tossine del C. difficile. Il trattamento empirico deve essere iniziato prima che arrivino i risultati della ricerca delle tossine di Clostridioides difficile. Le complicanze possibili sono costituite da una perdita massiva di liquidi o distruzione della mucosa intestinale colpite, che possono portare a shock ipovolemico, deplezione degli elettroliti, disidratazione, sepsi e perforazione intestinale megacolon tossico, emorragia, colite fulminante. In questi casi sono necessari tempestivi provvedimenti, in quanto possono avere esiti mortali soprattutto in soggetti debilitati o molto giovani. Esclusa la più probabile infezione da C. difficile rilevate endoscopicamente le pseudomembrane la diagnosi deve discriminare le possibili:
- Enterocolite da stafilococco e tiflite: sono attualmente osservate in pazienti sottoposti a chemioterapia, che possono presentare sintomi clinici simili a quelli della colite C. difficile; dovrebbero essere sospettati quando i cocchi Gram-positivi sono identificati alla colorazione Gram dello striscio di feci con risultati negativi per i test C. difficile e quando l'ileo terminale è coinvolto nella malattia
- Infezione virale (HIV, CMV, ecc.): alcuni virus possono causare un processo infiammatorio simile[56][57]
- Esacerbazione acuta della malattia di Crohn e della colite ulcerosa
- Colite chimica: può verificarsi dopo la chemioterapia e l'esposizione all'oro
- Colite ischemica
- Altri tipi di colite batterica - la colite può essere causata da specie Campylobacter, C. perfringens, specie Salmonella, specie Shigella, Escherichia coli e specie Yersinia

L'istologia varia in modo significativo in base all'eziologia sottostante e può stabilire la diagnosi. Una storia attenta e approfondita è fondamentale; la qualità e la durata dei sintomi, la storia dell'esposizione, i problemi medici cronici (comprese le condizioni che causano uno stato di immunosoppressione) e un elenco aggiornato dei farmaci aiuteranno a restringere la diagnosi differenziale.

## Terapia
Considerando l'alta probabilità di una CPM da C. difficile, la terapia antibiotica empirica nei pazienti con diarrea grave e nella popolazione a rischio dovrebbe iniziare immediatamente mentre i risultati del test delle feci sono in attesa.
La terapia deve essere tesa al ristabilimento dell'equilibrio idro-elettrolitico e alla correzione di eventuali alterazioni ioniche. A questa si associata una terapia antibiotica basata su vancomicina e metronidazolo o, in alternativa, linezolid o bacitracina. In concomitanza alla terapia antibiotica e poi prolungati per un lungo periodo, occorre assumere fermenti lattici e/o altre formulazioni orali (compresse, sospensioni, polveri) contenenti spore, batteri o lieviti al fine di ristabilire il normale microbiota umano. Nelle forme gravi non è esclusa la necessità di un intervento chirurgico. Specie nelle forme di colite pseudomembranosa recidivanti, recenti ricerche suggeriscono un ruolo per la batterio terapia fecale. Risultando negativi i test per il C. difficile e persistendo i sintomi nonostante l'aumento del trattamento empirico si deve accertare urgentemente la causa sottostante. Il trattamento sarà specifico per l'eziologia sottostante e sarà personalizzato. La consultazione con un gastroenterologo dovrebbe essere presa in considerazione nelle prime fasi del decorso della malattia.

## Prognosi
La prognosi varia in modo significativo in base all'eziologia sottostante. Nel caso la colite pseudomembranosa sia associata alla somministrazione o esposizione di specifici agenti causali cessando l'esposizione può emergere una rapida remissione. Nel caso si tratti di agenti infettivi la remissione può comportare recidive. La CPM dovuta al C. difficile si ripresenta in circa il 20% delle persone. Questo aumenta al 40% e al 60% con le successive recidive. La prognosi riferita al rischio di recidive di colite pseudomembranosa da C. difficile sembra essere legata strettamente alla presenza o meno dell'appendice, che probabilmente svolge un ruolo attivo nel ripristino (eubiosi) del normale microbiota umano dopo un ciclo di antibiotici. Infatti, secondo uno studio del dicembre 2011, la probabilità di infettarsi con un C. difficile è dell'11% contro il 48% dei soggetti appendicectomizzati, mostrando così una reazione inversa tra recidiva di colite pseudomembranosa e appendicectomia.